# Friendster
O Friendster foi uma rede social fundada em março de 2002 por Jonathan Abrams em Mountain View, California. Foi pioneira no gênero, que tem como exemplos mais famosos o hi5, Orkut, MySpace e o Facebook . A rede social foi descontinuada em junho de 2015.

## Como surgiu
As redes de amigos surgiram em meados de 2002-2004. Uma grande diferença em relação ao Orkut foram as salas criadas para discussões chamadas comunidades, equiparadas aos chats de hoje.

## Clones
Apesar do surto de popularidade do Friendster, o efeito não ocorreu em Portugal e no Brasil. O site cresceu mais rápido do que o sistema suportava e os problemas técnicos, combinados com a chegada de concorrentes de peso com mais recursos, diminuíram um possível impacto do Friendster em outros mercados.